# Thore Blanche
Karl Axel Theodor (Thore) Blanche (16. září 1862 Stockholmu – 25. července 1932 Stockholm) byl švédský spisovatel, dramatik a novinář. Jeho podpisy: Sylvester, A flaneur a TB.

## Životopis
Narodil se v rodině vikář eAxela Blanche a Ellen rozené Ramströmová. Měl čtyři sestry: Ellenu Lindqistovou, Letitii, Katarinu a Annu Strömbeckovou. S manželkou Emelií rozenou Bachérovou měli tři děti: Larse, Harrietu a Ruth. Jeho otec byl nevlastním bratrem spisovatele Augusta Blanche.
Thore Blanche promoval v roce 1882 a v letech 1883 až 1893 byl mimořádným úředníkem Riksbank. Brzy vstoupil do stockholmského tisku a v letech 1886–1888 přispíval do Stockholms Dagblad, od roku 1889 do Aftonbladetu a psal politické články v Sydsvenska Dagbladet. Blanche zavedl do švédského tisku politický rozhovor. Jako referent v redakci Aftonbladetu navštívil několikrát Prahu.
Jako spisovatel kráčel šlépějemi svého strýce Augusta – prostředí jeho povídek je ponejvíce velkoměstské, stockholmské, všímá si života středních stavů, úředníků a obchodníků. Rád líčil zestárlé bonvivány a staré mládence, jejichž drobné životní zájmy uměl vykreslit s jemným humorem.
Napsal i několik dramat – např. hry Spindelväfven a Skuggan byly hrány v "Intima Teateru" nebo hra Det nya Huset ve "Wasa Teateru".

## Dílo

### Divadelní hry
- Gränsridare (1898)
- Framtidsmän (1900)
- Monumentet (1902)
- Spindelväven (1906)
- Det nya huset: pjäs i fyra akter. Svenska teatern. Stockholm: Bonnier. 1908
- Skuggan: drama i fyra akter. Svenska teatern. Stockholm: Bonnier. 1911

### Novely
- Porträtter, interviewer och skizzer. Stockholm: Albert Bonniers, 1889
- Figurer och bilder ur stockholmslifvet: noveller och skisser – Stockholm: Albert Bonniers, 1895
- Officiel vägvisare öfver Allm. Konst- och industriutställningen i Stockholm 1897. Stockholm: Nord. bokh. 1897

### V češtině
- Ptáci v kleci – úvod František Sekanina; přeložil Hugo Kosterka; in: 1000 nejkrásnějších novel... č. 60. Praha: J. R. Vilímek, 1914